# 玛丽-夏娃·马洛
玛丽-夏娃·马洛（法語：Marie-Ève Marleau，1982年2月12日—），加拿大女子跳水运动员。她曾代表加拿大参加2003年和2007年泛美运动会跳水比赛，获得一枚金牌。她也曾参加2008年夏季奥运会。